# Yrsa
Yrsa, o Yrse, Yrs o Urse (... – VI secolo), è un'eroina tragica in alcune leggende scandinave.
Compare in molte opere che parlano di suo marito, il semi-leggendario re svedese Eadgils, e/o del suo padre e amante Halga e il loro figlio Hroðulf. È opinione condivisa che le persone intorno a Yrsa nella tradizione scandinava siano le stesse che si trovano nel Beowulf, e l'ipotesi degli studiosi del Beowulf che Hroðulf sia figlio di Halga è supportata dalle leggende su Yrsa. Alcuni traduttori (come Burton Raffel) e studiosi hanno corretto mettendoci il suo nome un verso cancellato (62) del manoscritto del Beowulf, anche se il fatto che lì ci fosse il nome di Yrsa è solo una congettura.
Nella Saga degli Ynglingar, Snorri Sturluson descrive la sua personalità così:
(Saga degli Ynglingar)

## IlChronicon Lethrensee gliAnnales Lundenses
Il Chronicon Lethrense, e gli Annales Lundenses che lo contengono, dicono che un giorno il re danese Helghe giunse in Halland/Lolland e giacque con Thore, figlia di uno dei contadini di Ro; dall'unione nacque Yrse. Molto più tardi, Helghe incontrò Yrse e, ignaro del fatto che fosse sua figlia, la mise incinta di Rolf Krage. Alla fine scoprì che Yrse era la sua stessa figlia, andò all'est e si suicidò.
Ro è lo stesso Hroðgar, colui che ricevette Beowulf a Heorot. Helghe, che regnava insieme a lui, è il fratello di Hroðgar, Halga, e Rolf Krage è il nipote di Hroðgar, Hroðulf. Tuttavia, nel Beowulf non viene mai chiarito di chi sia figlio Hroðulf.

## LeGesta Danorum
Le Gesta Danorum (Libro 2) riportano che Helgo era il fratello del re danese Ro, ma mentre Ro era re della terra danese Helgo aveva ereditato il suo mare. Un giorno durante il suo errare in mare, giunse a Thurø, dove rapì e violentò la giovane Thora, che rimase incinta di Urse. Quando Helgo dopo molti anni tornò a Thurø, Thora si vendicò per la perduta verginità mandandogli Urse che, ignaro che fosse sua figlia, Helgo stuprò; ella generò poi Roluo Kraki.
Durante un'invasione svedese, Ro fu ucciso da Hothbrodd, re di Svezia. Helgo vendicò la morte di suo fratello e costrinse gli Svedesi a pagargli un tributo. Tuttavia scelse di suicidarsi per la vergogna dopo aver scoperto la sua parentela con Urse, e il loro figlio Roluo Kraki gli succedette. Athislus, il nuovo re di Svezia, pensò che il tributo da pagare ai Daner sarebbe stato meno oneroso se avesse sposato la madre del re danese, perciò prese Urse in moglie. Ma dopo un po' di tempo Urse rimase così sconvolta dall'avidità del re svedese che elaborò un piano per scappare da lui e contemporaneamente liberarlo dalle sue ricchezze. Così incitò Athislus a ribellarsi a Roluo, e fece in modo che Roluo fosse invitato a corte e gli fossero promesse ricchezze in dono.
Mentre il banchetto durava già da tre giorni, Urse e Roluo scapparono da Uppsala, al mattino presto su carri dove avevano ammassato tutti i tesori del re di Svezia. Per alleggerire il loro peso, e per tenere occupato qualunque guerriero li stesse seguendo, seminarono oro lungo il tragitto, sebbene si dica che seminò solamente rame dorato. Quando Athislus, che stava inseguendo i fuggitivi, vide un anello prezioso giacere sul terreno, si chinò a raccogliero. Roluo fu lieto di vedere il re di Svezia inchinato e scappò sulle navi con sua madre.
Questo racconto è più elaborato di quello del Chronicon Lethrense e degli Annales Lundenses. I personaggi sono gli stessi: Helgo è Helghe/Halga; suo fratello, il re danese Ro, è Hroðgar; Roluo è Hroðulf/Rolf Krage; il re svedese Athislus è Eadgils, il re svedese presente nel Beowulf. Yrse qui è chiamata Urse, e la storia di suo figlio che fugge dal re di Svezia con tutti i suoi tesori è riportata anche in altre fonti. È da notare che tutte e tre le fonti danesi, Chronicon Lethrense, Annales Lundenses e Gesta Danorum, discordano sul luogo in cui Halga avrebbe trovato Yrsa, ma tutte e tre la dicono danese. Le fonti islandesi la dicono invece sassone.

## LaHrólfs saga kraka ok kappa hans
Nella Hrólfs saga kraka ok kappa hans, Helgi (Halga) andò dai Sassoni con l'intenzione di sposare la loro bellicosa regina Oluf. Tuttavia lei non era interessata e umiliò Helgi rasandolo e coprendolo di pece mentre dormiva e rispedendolo in quello stato alla sua nave. Più tardi Helgi tornò e con uno stratagemma rapì la regina per un po' di tempo, durante il quale la mise incinta.
Tornata al suo regno, la regina partorì una figlia che chiamò Yrsa dal nome del suo cane. Yrsa fu cresciuta come pastorella finché non ebbe 12 anni, quando incontrò suo padre Helgi che si innamorò di lei, ignorando che fosse sua figlia. Oluf non disse niente riguardo alla parentela e vide come la sua vendetta il matrimonio di Helgi con la sua stessa figlia. Helgi e Yrsa ebbero poi un figlio, Hrólfr Kraki (Hroðulf).
Apprendendo che Helgi e Yrsa vivevano felici insieme, la regina Oluf andò in Danimarca a dire a sua figlia la verità. Yrsa rimase sconvolta e anche se Helgi voleva che la loro relazione rimanesse com'era prima, lei insisté che si separassero. Più tardi fu presa in moglie dal re svedese Aðils (Eadgils), il che rese Helgi ancora più infelice.
Poiché gli mancava Yrsa, Helgi si recò ad Uppsala per riprendersela, ma fu ucciso da Aðils in battaglia. Yrsa fu sconvolta del fatto che l'uomo a cui era più legata fosse stato ucciso da suo marito, e promise ad Aðils che avrebbe fatto di tutto perché i suoi berserkr fossero uccisi. Non era più felice in compagnia del re e non era più interessata a stargli vicino. Più tardi, quando un giovane guerriero svedese di nome Svipdag giunse a testare le sue capacità, lo aiutò enormemente nelle sue battaglie con i berserkr che alla fine furono tutti uccisi. Svipdag decise di non rimanere con re Aðils e invece prese servizio sotto il figlio di Yrsa, Hrólfr, succeduto a Helgi come re di Danimarca.
Dopo un po' di tempo, quando Aðils si rifiutò di dare a Hrólfr non solo l'oro che aveva preso da Helgi nella battaglia, ma anche il tributo per il suo aiuto contro re Áli (Onela nel Beowulf) nella Battaglia sul Ghiaccio del Lago Vänern, Hrólfr si recò ad Uppsala per ricevere il suo tributo. Aðils fece del suo meglio per fermare Hrólfr con diversi stratagemmi, ma dovette andarsene per chiedere rinforzi. Mentre il re svedese era via, Yrsa diede al figlio più oro di quanto gliene fosse dovuto. Poi diede a Hrólfr e ai suoi uomini 12 dei migliori cavalli del re (Aðils era famoso per i suoi magnifici destrieri) e tutte le armi e le provviste di cui avevano bisogno.
Hrólfr si congedò da sua madre e partì sul Fyrisvellir. Quando videro Aðils e i suoi guerrieri che li inseguivano, seminarono oro dietro di loro. Aðils vide il suo prezioso Svíagris sul terreno e si fermò a prenderlo con la lancia, così Hrólfr gli trafisse il sedere con la spada e urlò trionfante che aveva piegato il fondoschiena dell'uomo più potente di Svezia.
Più tardi, Hrólfr fu ucciso da suo cognato Hjörvarðr (l'Heoroweard del Beowulf) con un inganno e quando la battaglia fu terminata la sorella mezzelfa di Hrólfr, Skuld, governò sulla Danimarca. Yrsa ottenne vendetta mandandole un grande esercito svedese guidato da Vogg, che fece prigioniera Skuld prima che potesse raccogliere i suoi guerrieri. Skuld fu torturata fino alla morte e le figlie di Hrólfr ottennero il governo della Danimarca.
Questo racconto concorda con quello delle Gesta Danorum, ma è più ricco. Una differenza notevole è il fatto che Yrsa non è più danese ma sassone, e che Yrsa rimase in Svezia quando suo figlio Hroðulf scappò da Eadgils con il suo oro.

## LaSaga degli Skjöldungar
La Saga degli Skjöldungar racconta che Helgo (Halga) era re di Danimarca insieme a suo fratello Roas (Hroðgar). Helgo rapì Olava, regina dei Sassoni, e lei diede alla luce una figlia chiamata Yrsa. La ragazza più tardi sposò Adillus (Eadgils), re di Svezia, con cui ebbe una figlia, Scullda.
Alcuni anni dopo, Helgo attaccò la Svezia e catturò Yrsa, ignorando che fosse sua figlia. La violentò e la portò in Danimarca, dove diede alla luce Rolfo (Hrólfr Kraki). Alcuni anni dopo, la madre di Yrsa, la regina Olava, andò a farle visita e le raccontò che Helgo era il suo stesso padre. Sconvolta, Yrsa tornò da Adillus, lasciando dietro di sé il figlio. Helgo morì quando Rolfo aveva otto anni, e Rolfo gli succedette governando insieme allo zio Roas. Non molto tempo dopo Roas fu ucciso dai suoi fratellastri Rærecus e Frodo, così Rolfo divenne l'unico re di Danimarca.
In Svezia, Yrsa e Adillus diedero Scullda in sposa al re di Öland, Hiørvardus (anche chiamato Hiorvardus e Hevardus, e che corrisponde all'Heoroweard del Beowulf). Poiché Rolfo, suo fratellastro, non era stato consultato, si infuriò molto e attaccò Öland, rendendo Hiørvardus e il suo regno tributari della Danimarca.
Qualche tempo dopo Adillus richiese l'aiuto di Rolfo contro re Ale (Onela) di Oppland, e Rolfo mandò i suoi berserkr. Adillus vinse la guerra, però si rifiutò di pagare il compenso pattuito per l'aiuto, così Rolfo si recò ad Uppsala a reclamare la sua ricompensa. Scampate alcune trappole, Rolfo riuscì a scappare con l'oro di Adillus, aiutato da sua madre Yrsa, e lo "seminò" sul Fyrisvellir.
Questo racconto contrasta con la Hrólfs saga kraka ok kappa hans nel dire Yrsa prima felicemente sposata con Eadgils e poi rapita da Halga, che la violentò e la mise incinta di Hroðulf. Nella Hrólfs saga kraka ok kappa hans, prima lei fu rapita da Halga con cui concepì Hroðulf; poi, venendo a sapere che Halga era suo padre, tornò in Sassonia dove Eadgils la prese e ne fece sua moglie. Inoltre, nella Hrólfs saga kraka ok kappa hans, Helgi muore cercando di salvarla da Eadgils, mentre la Saga degli Skjöldungar presenta il matrimonio tra Yrsa e Eadgils come un matrimonio felice e Halga muore in una diversa spedizione di guerra.

## LaSaga degli Ynglingar
La Saga degli Skjöldungar fu usata da Snorri Sturluson come fonte quando raccontò la storia di Aðils (Eadgils) e Yrsa nella sua Saga degli Ynglingar, una parte dell'Heimskringla. Quel che ci rimane della Saga degli Skjöldungar è un riassunto latino di Arngrímur Jónsson, perciò le due fonti sono praticamente le stesse, con la differenza che la versione di Arngrímur è più concisa.
Snorri racconta che Aðils andò a saccheggiare i Sassoni, il cui re era Geirþjófr e la cui regina era Alof la Grande. Re e regina non erano in casa, perciò Aðils e i suoi uomini depredarono la loro reggia facilmente portando bottino e prigionieri sulle loro navi. Una dei prigionieri era una bellissima ragazza di nome Yrsa, e Snorri scrive che tutti presto rimasero impressionati da quella ragazza beneducata, attraente e intelligente. Il più impressionato fu Aðils, che ne fece sua moglie.
Alcuni anni dopo, Helgi (Halga), che governava a Lejre, attaccò la Svezia e rapì Yrsa; la violentò e la portò con sé a Lejre, dove lei partorì Hrólfr (Hroðulf). Quando il bimbo ebbe tre anni, la madre di Yrsa, la regina Alof di Sassonia, venne a farle visita e le rivelò che suo marito Helgi era anche suo padre. Orripilata, Yrsa tornò da Aðils, lasciandosi dietro il figlio, e rimase in Svezia per il resto della vita. Quando Hrólfr ebbe otto anni, Helgi morì in una spedizione di guerra e Hrólfr fu proclamato re.
Snorri termina il racconto dicendo brevemente che la Saga degli Skjöldungar conteneva una dettagliata narrazione di come Hrólfr si recò ad Uppsala e seminò oro sul Fyrisvellir.

## LoSkáldskaparmál
Nello Skáldskaparmál, il marito di Yrsa, re Aðils (Eadgils), chiese l'aiuto del figlio di lei, Hrólfr, contro il re norvegese Áli (Onela). Hrólfr era impegnato a combattere i Sassoni, ma inviò i suoi berserkr.
Quando Hrólfr venne a sapere che Aðils aveva rifiutato di pagarlo, si recò ad Uppsala. Condusse le navi al fiume Fyris e cavalcò direttamente alla reggia del re svedese ad Uppsala con i suoi dodici berserkr. Yrsa li accolse e li condusse ai loro alloggi. Fuochi erano stati preparati per loro e ricevettero da bere. Tuttavia, così tanta legna era stata messa nei camini che i loro vestiti cominciarono a bruciare; Hrólfr e i suoi uomini si arrabbiarono e scagliarono i cortigiani nel fuoco. Yrsa tornò e diede loro parecchio oro, l'annelo Svíagris e consigliò loro di andarsene. Mentre stavano cavalcando sul Fyrisvellir, videro Aðils e i suoi uomini che li seguivano. I fuggitivi gettarono il loro oro lungo la strada cosicché gli inseguitori si fermassero per raccoglierlo; tuttavia Aðils continuò a star loro dietro sul suo cavallo Slöngvir. Hrólfr allora gettò lo Svíagris e osservò Aðils curvarsi per prenderlo con la lancia. Hrólfr esclamò che aveva visto l'uomo più potente di Svezia inchinarsi.

## IlGróttasöngr

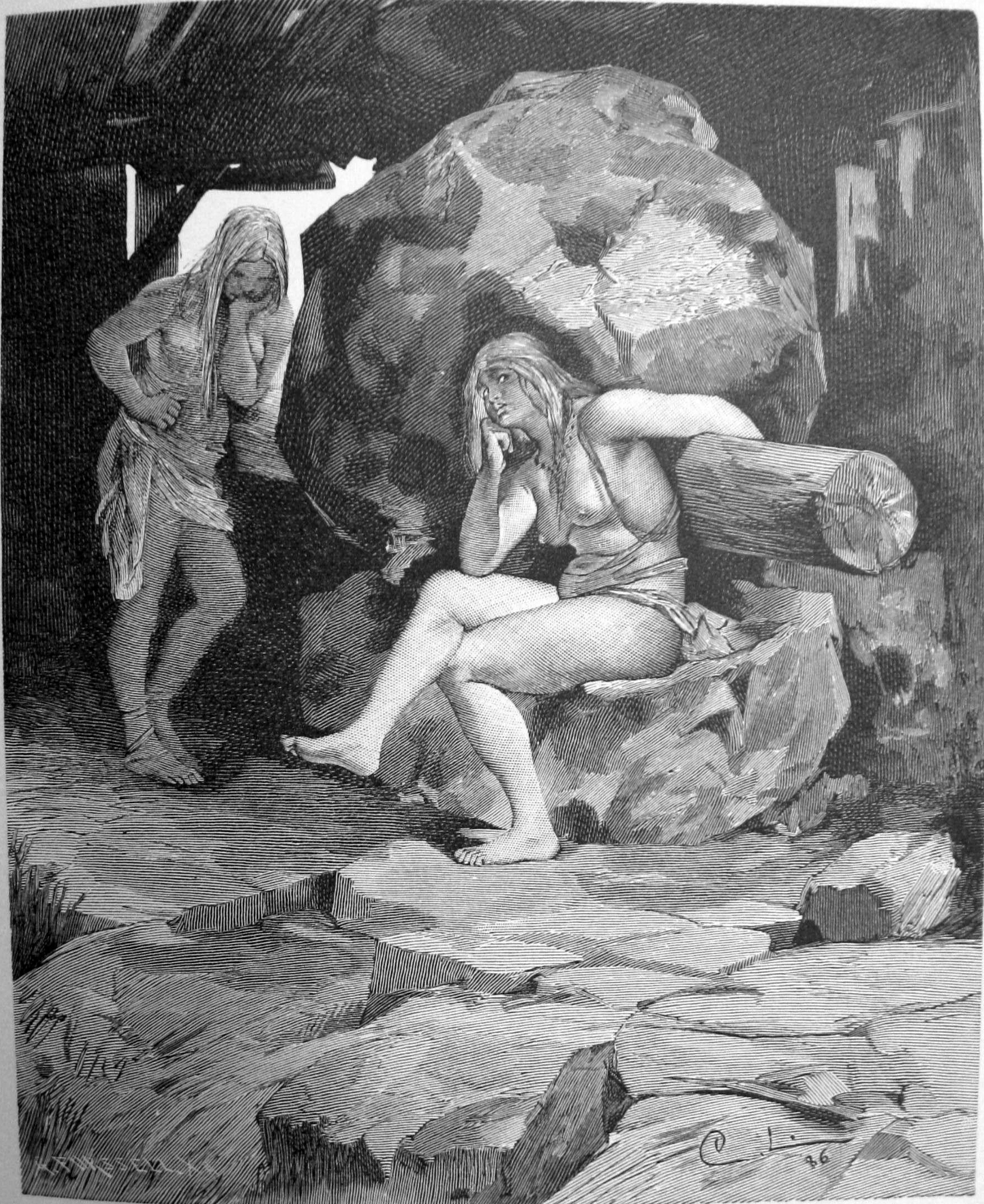
Fenja e Menja al mulino

Il Gróttasöngr contiene una strofa (la n° 22) cantata dalle gigantesse Fenja e Menja. Semplicemente si nomina Yrsa e si accenna al fatto che suo figlio e fratello (Hroðulf) si vendicherà di Fródi (Froda):
(Gróttasöngr, strofa 22)
Questo passo non può riferirsi alla Hrólfs saga kraka ok kappa hans dove Froda era fratellastro di Healfdene perché questo Froda fu ucciso da Hroðgar. Invece concorda con la Saga degli Skjöldungar, nella quale Hroðgar, zio di Hroðulf, venne ucciso dal fratellastro Froda.

## IlBeowulf
Nel poema Beowulf si legge che Halfdan ebbe quattro figli:
(Beowulf, vv. 61-63)
Nel verso 62 il nome di una figlia di Halfdan è stato cancellato, una figlia che era moglie di qualcuno il cui nome finisce in -ela e che era uno Scylfing, cioè appartenente alla dinastia reale di Svezia. Probabilmente un amanuense ad un certo punto della copiatura del poema non riuscì a riprodurre l'esatta scrittura di questi nomi e lasciò perciò uno spazio bianco in quel punto per riempirlo in seguito. Non fu più riempito, e perciò i nomi andarono perduti nelle copie successive.
Dalle regole dell'allitterazione sappiamo che il nome della figlia deve forzatamente iniziare per vocale. La scelta spesso verte su Yrs o Yrse, poiché le tradizioni scandinave parlano molto di un'Yrsa nipote di Halfdan e moglie di Adils re di Svezia. Quest'interpretazione fa acquistare un gran valore a nomi e ruoli, poiché Adils corrisponde all'Eadgils del Beowulf, nemico di Onela. Molti editori e traduttori preferiscono semplicemente far notare che il verso è incompleto, piuttosto che completarlo. Altri come Burton Raffel completano lo spazio bianco con Yrs, e talvolta vi sono riferimenti al matrimonio di Onela e Yrsa, senza specificare che si tratta solo di una dubbia congettura.

## Film
Yrsa è interpretata da Leslie Harter Zemeckis (la moglie di Robert Zemeckis) nel film La leggenda di Beowulf, dove è la sorella di Hroðgar e non la figlia di Halga (concordando così con le congetture di Raffel sul verso 62 del Beowulf).